# Ödestuga

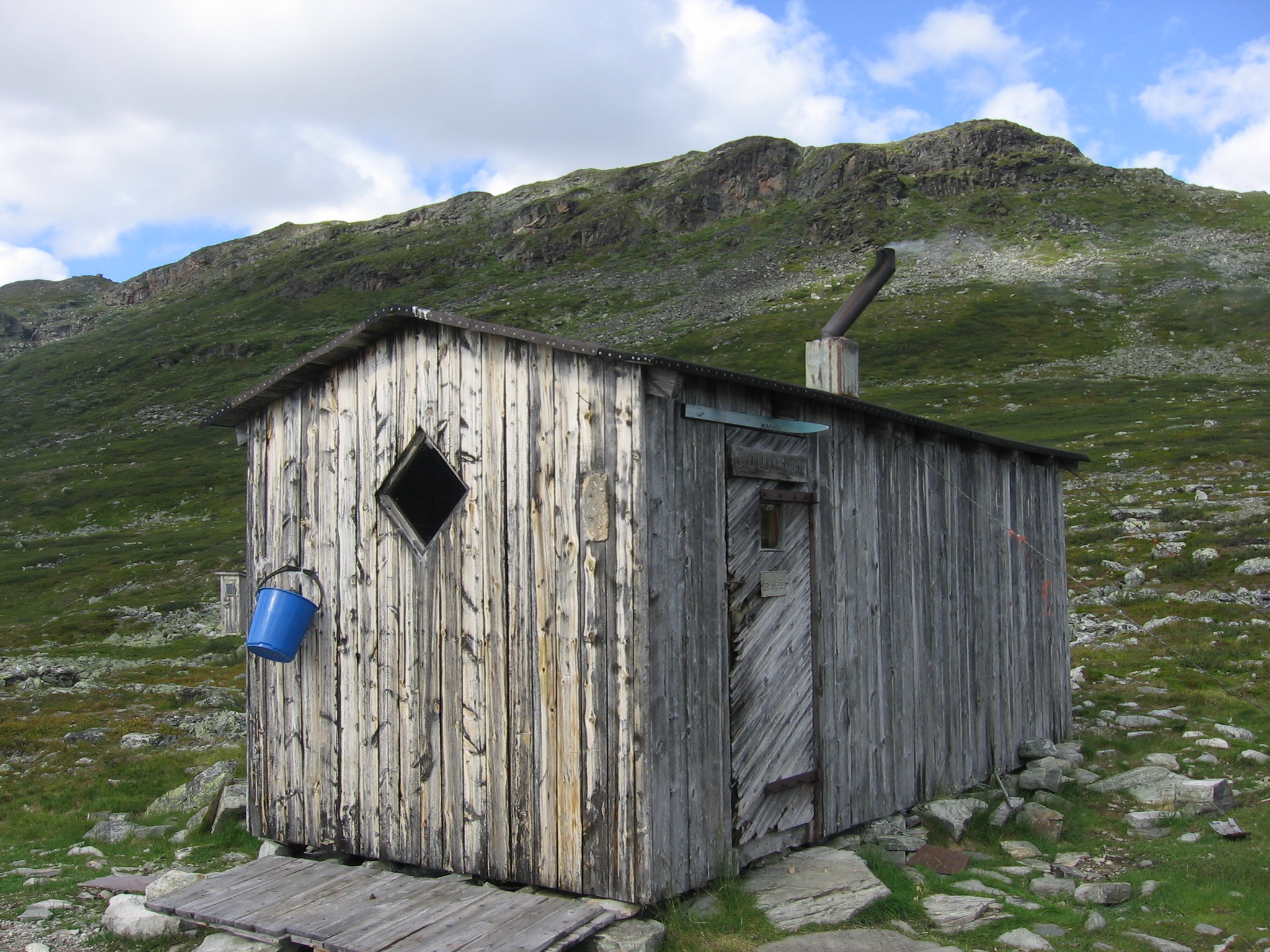
Ödestugorna kan vara mycket anspråkslösa. Här det privatägda "Hotell Urtas" vid Riimmajärvi i Lapska armen.

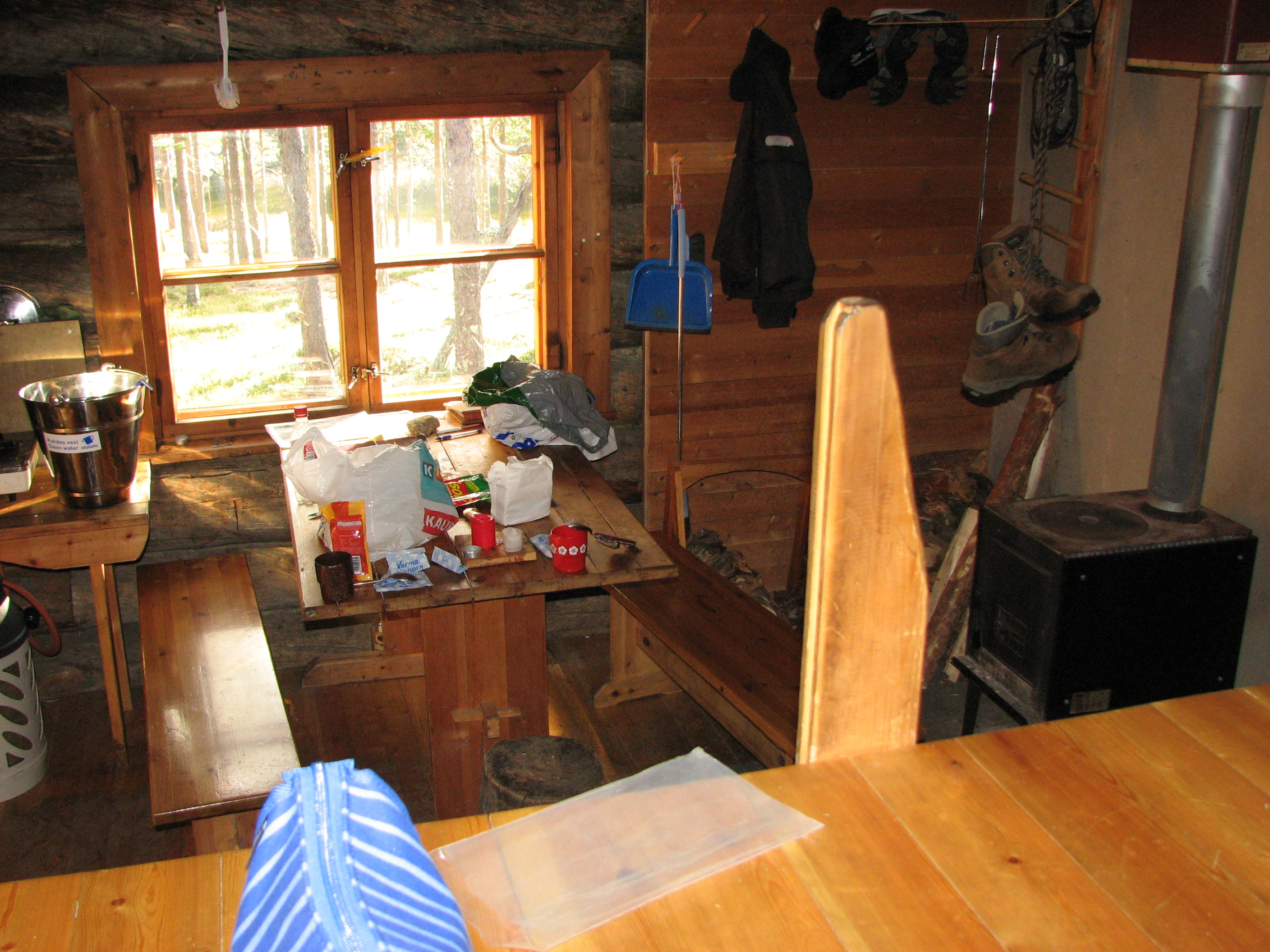
Interiör från Jyrkkävaara ödestuga i Urho Kekkonens nationalpark. Till den typiska inredningen hör bord med bänkar (vid fönstret), kamin (till höger) och sovbritsar (den övre i förgrunden). Den här ödestugan har också gasspis (längst till vänster, invid dricksvattenämbaret). Vid kaminen finns plats för torkande kläder och skor.

En ödestuga är en olåst obebodd stuga avsedd för tillfällig övernattning. Sådana stugor upprätthålls bland annat av Forststyrelsen i Finland i nationalparker, ödemarksområden och strövområden. Ödestugorna utgör en viktig resurs för den som rör sig i ödemarken, i synnerhet vintertid.
Ödestugor kan också upprätthållas i första hand för eget bruk av till exempel gränsbevakningsväsendet, jaktlag och renbeteslag. En vildmarksguide räknar med drygt fyrahundra ödestugor i norra Lappland.
Forststyrelsens ödestugor är avsedda för dem som rör sig till fots, med skidor eller på annat sätt med egen muskelkraft, för övernattning eller en till två dagars vistelse. Kommersiella aktörer får inte använda stugorna för övernattning, men nog som rastställe enligt överenskommelse.
Eftersom ödestugorna ofta befinner sig långt från väg är underhållet blygsamt. Gästerna förutsätts använda sparsamt med ved, hugga ny ved istället för den använda, städa efter sig och ta med sig sitt skräp. Det är också mycket viktigt att vara noga med elden.
En för stadsbor oväntad regel är att den som kommer sist har företräde. Vanligen ser man till att alla får plats, men det är de som redan hunnit värma sig och se sig om, som vid behov förväntas sätta upp tält åt sig själva eller på annat sätt ordna utrymme åt dem som kommer sent.
Ödestugorna varierar stort ifråga om komfort och storlek, i synnerhet om man inte begränsar sig till dem som utmärks på kartor. Lahtisen kämppä i Muotkatunturit har med knapp nöd plats för två övernattande, medan Luirojärvi ödestuga i Urho Kekkonens nationalpark är avsedd för sexton.
Forststyrelsen klassificerar en del av sina stugor som raststugor, avsedda för dagbesök. Ödestugorna kan också vara till exempel torv- eller timmerkåtor.
Nuförtiden upprätthåller Forststyrelsen också stugor som kan bokas i förväg. Dessa finns ofta i samband med en ödestuga, så att stugan har två delar, varav den ena fungerar som ödestuga och den andra, med egen ingång, är låst och reserverad för betalande gäster. De avgiftsbelagda stugorna får användas också kommersiellt.